# سوارکاری در المپیک تابستانی ۱۹۹۲
سوارکاری در بازی‌های المپیک تابستانی ۱۹۹۲ نام رویداد ورزش سوارکاری در بازی‌های المپیک تابستانی بود که در سال ۱۹۹۲ برگزار شد. تمام مسابقات به دو صورت انفرادی و تیمی برگزار شد.

## جدول مدال‌ها
| Pos | کشور:               | طلا: | نقره: | برنز: | مجموع: |
| ۱   | آلمان               | ۳    | ۲     | ۲     | ۷      |
| ۲   | استرالیا            | ۲    | ۰     | ۰     | ۲      |
| ۳   | هلند                | ۱    | ۲     | ۰     | ۳      |
| ۴   | نیوزیلند            | ۰    | ۱     | ۱     | ۲      |
| ۵   | اتریش               | ۰    | ۱     | ۰     | ۱      |
| ۶   | ایالات متحده آمریکا | ۰    | ۰     | ۲     | ۲      |
| ۷   | فرانسه              | ۰    | ۰     | ۱     | ۱      |